# JAPAN RUGBY LEAGUE ONE 2023-24
ジャパンラグビーリーグワン 2023-24は、日本のラグビーユニオンによる社会人リーグ戦「ジャパンラグビーリーグワン」の3年度目として、2023年12月9日から2024年5月26日にかけて開催された。ここではDIVISION1（1部リーグ）について扱う。

## 出来事
- このシーズンから、レッドカード退場は原則として20分レッドカードとなり、TMOが行われているDIVISION1と2にはオフ・フィールド・レビュー（TMOバンカー）が新たに導入される[1]。
- 第2節の2023年12月16日に、日産スタジアムで開催された「横浜キヤノンイーグルス 対 トヨタヴェルブリッツ」（ホーム：横浜E）の試合において、入場者数が31,312人となり、リーグ戦（レギュラーシーズン）における1試合最多入場者数を記録[2]。
- その翌日12月17日に、味の素スタジアムで行われた「東京サントリーサンゴリアス 対 東芝ブレイブルーパス東京」（ホーム：東京SG）の入場者数が31,953人となり、さらに記録を更新した[3][4][5]。
- 第6節と第7節の間の2週にわたり、「THE CROSS-BORDER RUGBY」を開催。ニュージーランドのクラブチームであるブルーズ、ギャラガー・チーフスと、前シーズン上位4チーム（S東京ベイ、埼玉WK、東京SG、横浜E）とが対戦した[6]。
- 第9節の2024年3月9日に、共に8戦全勝となる埼玉パナソニックワイルドナイツ（カンファレンスB、勝ち点38）と、東芝ブレイブルーパス東京（カンファレンスA、勝ち点37）との、カンファレンス交流戦による一度限りの直接対決が行われた[7][8]。結果、埼玉WKが36-24で勝利し、勝ち点は42となった。埼玉WKはBL東京に対して、トップリーグ時代を含め9連勝となる[8]。
- 第10節の2024年3月16日、愛知県の豊田スタジアムで行われた「トヨタヴェルブリッツ対東京サントリーサンゴリアス」（ホーム：トヨタV）の試合において、入場者数が34,568人となり[9]、リーグワンのリーグ戦1試合の最多入場者数記録を3か月ぶりに更新した[10]。
- 2024年4月6日（第12節の途中）、ジャパンラグビーリーグワン2023-24の総入場者数（DIVISION1・2・3の合計）が775,565人となり、最多記録を更新した。翌4月7日には796,928人になった。昨季2022-23シーズンの総入場者数は745,311人、初年度2022シーズンは484,047人だった[11]。
- 2024年4月13日（第13節）、リーグワンとして初めて長崎県（長崎市）での試合を開催した。長崎は、三菱重工相模原ダイナボアーズの親企業三菱重工業の発祥の地[12][13]。
- 2024年5月26日に国立競技場で行われた決勝戦の入場者数は、昨年の決定戦（同じ会場）での最多記録（41,794人）を抜き、56,486人となった[14]。

## 海外有力選手が多数加入
2023-24シーズンでは、ワールドカップ2023の決勝戦に出場した南アフリカ代表とニュージーランド代表のメンバーだけでも、あわせて15人が加入した。

## チーム
- 前季の順位にもとづき、6チームずつ、ほぼ同じ強さになるように2つのグループ（カンファレンス）に分ける。
- リーグ戦第1節～第5節：同じカンファレンス内での総当たり戦（5試合）
- リーグ戦第6節～第11節：異なるカンファレンスとの交流戦（総当たり戦6試合）
- リーグ戦第12節～第16節：同じカンファレンスでホームとビジターを逆にした総当たり戦（5試合）
- 計16試合での「勝ち点」を合計し、12チーム全体の順位づけをする。
- リーグ戦第6節と第7節の間に「THE CROSS-BORDER RUGBY 2024」を開催。昨年の上位4チームが出場。
- リーグ戦の期間：2023年12月9日 - 2024年5月6日
- プレーオフトーナメントの日程（上位4チームによる準決勝・決勝）：2024年5月18日 - 26日
- 入替戦の日程（下位3チームが対象）：2024年5月18日 - 24日または25日

| チーム名 （呼称）                                     | 略称      | 主たるホームスタジアム                                    | 昨年度順位    |
| ----------------------------------------------------- | --------- | --------------------------------------------------------- | ------------- |
| カンファレンスA                                       |           |                                                           |               |
| クボタスピアーズ船橋・東京ベイ                        | S東京ベイ | スピアーズえどりくフィールド                              | 1位           |
| 東京サントリーサンゴリアス （東京サンゴリアス）       | 東京SG    | 秩父宮ラグビー場                                          | 4位           |
| 東芝ブレイブルーパス東京                              | BL東京    | 味の素スタジアム 秩父宮ラグビー場                         | 5位           |
| 静岡ブルーレヴズ                                      | 静岡BR    | ヤマハスタジアム                                          | 8位           |
| コベルコ神戸スティーラーズ                            | 神戸S     | 神戸総合運動公園ユニバー記念競技場 ノエビアスタジアム神戸 | 9位           |
| 三重ホンダヒート                                      | 三重H     | 三重交通Gスポーツの森鈴鹿サッカー・ラグビー場             | DIVISION2 2位 |
| カンファレンスB                                       |           |                                                           |               |
| 埼玉パナソニックワイルドナイツ （埼玉ワイルドナイツ） | 埼玉WK    | 熊谷ラグビー場                                            | 2位           |
| 横浜キヤノンイーグルス                                | 横浜E     | ニッパツ三ツ沢球技場 秩父宮ラグビー場 昭和電工ドーム      | 3位           |
| トヨタヴェルブリッツ                                  | トヨタV   | 豊田スタジアム パロマ瑞穂ラグビー場                       | 6位           |
| リコーブラックラムズ東京 （ブラックラムズ東京）       | BR東京    | 駒沢オリンピック公園陸上競技場 秩父宮ラグビー場           | 7位           |
| 三菱重工相模原ダイナボアーズ                          | 相模原DB  | 相模原ギオンスタジアム                                    | 10位          |
| 花園近鉄ライナーズ                                    | 花園L     | 東大阪市花園ラグビー場                                    | 12位          |

## 順位

### リーグ戦の順位
リーグ戦の上位4チームで、最後にプレーオフトーナメントを行い、上位4チームの順位を決定する。下位3チームは、DIVISION2との入替戦を行う。
| \| \| JAPAN RUGBY LEAGUE ONE 2023-24 Division 1 順位表（2024年5月5日時点[21]） \| 編集 \| |                                                                      |        |        |    |    |    |      |      |        |          |                           |  |  |  |
| リーグ戦順位 | チーム                                                               | 試合数 | 勝ち点 | 勝 | 分 | 負 | 得点 | 失点 | 得失差 | 最終順位 | プレーオフ/入替戦         |  |  |  |
| 1 | 埼玉ワイルドナイツ                                                   | 16     | 75     | 16 | 0  | 0  | 747  | 275  | 472    | 2位      | プレーオフ進出            |  |  |  |
| 2 | 東芝ブレイブルーパス東京                                             | 16     | 65     | 14 | 1  | 1  | 554  | 373  | 181    | 優勝     | プレーオフ進出            |  |  |  |
| 3 | 東京サンゴリアス                                                     | 16     | 50     | 10 | 1  | 5  | 584  | 425  | 159    | 3位      | プレーオフ進出            |  |  |  |
| 4 | 横浜キヤノンイーグルス                                               | 16     | 49     | 10 | 0  | 6  | 518  | 446  | 72     | 4位      | プレーオフ進出            |  |  |  |
| 5 | コベルコ神戸スティーラーズ                                           | 16     | 45     | 9  | 1  | 6  | 647  | 459  | 188    | 5位      |                           |  |  |  |
| 6 | クボタスピアーズ船橋・東京ベイ                                       | 16     | 44     | 8  | 1  | 7  | 554  | 447  | 107    | 6位      |                           |  |  |  |
| 7 | トヨタヴェルブリッツ                                                 | 16     | 43     | 9  | 0  | 7  | 498  | 450  | 48     | 7位      |                           |  |  |  |
| 8 | 静岡ブルーレヴズ                                                     | 16     | 33     | 6  | 2  | 8  | 501  | 513  | -12    | 8位      |                           |  |  |  |
| 9 | 三菱重工相模原ダイナボアーズ                                         | 16     | 27     | 6  | 0  | 10 | 457  | 637  | -180   | 9位      |                           |  |  |  |
| 10 | ブラックラムズ東京                                                   | 16     | 17     | 3  | 0  | 13 | 321  | 203  | -182   | 10位     | DIVISION2 3位に勝利、残留 |  |  |  |
| 11 | 三重ホンダヒート                                                     | 16     | 7      | 1  | 0  | 15 | 242  | 744  | -502   | 11位     | DIVISION2 2位に勝利、残留 |  |  |  |
| 12 | 花園近鉄ライナーズ                                                   | 16     | 6      | 1  | 0  | 15 | 353  | 704  | -351   | 12位     | DIVISION2 1位に敗れ、降格 |  |  |  |
| |                                                                      |        |        |    |    |    |      |      |        |          |                           |  |  |  |
| - 勝ち点は、勝ち4点、引き分け2点、負け0点。 - ただし、7点差以内の負けは1点を付与、3トライ差以上での勝ちは追加で1点を付与。 - 同じ勝ち点である場合は下記の順番で順位を決定する。 1. 勝ち点 2. 勝利数 3. ①および②が同数であったチーム間の勝ち点 4. ①、②および③が同数であったチーム間の得失点差 5. 全試合の得失点差 6. 当該チーム間のトライ数 7. 全試合でのトライ数 8. 当該チーム間のトライ後のゴール数 9. 全試合でのトライ後のゴール数 10. 抽選 |                                                                      |        |        |    |    |    |      |      |        |          |                           |  |  |  |
| | JAPAN RUGBY LEAGUE ONE 2023-24 Division 1 順位表（2024年5月5日時点） | 編集   |        |    |    |    |      |      |        |          |                           |  |  |  |

## 受賞者
年間表彰式「NTTジャパンラグビー リーグワン2023-24 アワード」の各賞受賞者のうち、主にDIVISION1に関連するもの。別ページの「DIVISION2 受賞者」「DIVISION3 受賞者」も参照のこと。

### チーム表彰
- DIVISION1 優勝：東芝ブレイブルーパス東京【初】
- DIVISION1 2位：埼玉パナソニックワイルドナイツ
- DIVISION1 3位：東京サントリーサンゴリアス
- DIVISION1 4位：横浜キヤノンイーグルス
- DIVISION1 フェアプレーチーム賞：静岡ブルーレヴズ【初】- レギュラーシーズン（リーグ戦）の反則数およびカード提示枚数などをポイント換算し、各DIVISIONで最も少ないチーム[23]。ヤマハ発動機ジュビロとしてトップリーグで2回受賞（2016-2017, 2018-2019）[23]。

### 個人表彰
- DIVISION1 MVP：リッチー・モウンガ（BL東京）【初】[24]
- 新人賞：髙本幹也（東京SG）[24]
- DIVISION1 得点王：ブリン・ガットランド（神戸S）【初】- 217得点（5T、66G、20PG）[25]
- DIVISION1 最多トライゲッター：マロ・ツイタマ（静岡BR）【初】- 15トライ[25]
- DIVISION1 ベストキッカー：ブリン・ガットランド（神戸S）【初】- キック成功率（G・PG）83.5％[26]
- DIVISION1 ベストタックラー：ピーター・ラピース・ラブスカフニ（S東京ベイ）【初】- タックル数216回, 成功数190回, 成功率88.0％[26]
- DIVISION1 ベストラインブレイカー：尾﨑晟也（東京SG）【初】- 30回[26]
- DIVISION1 優秀ヘッドコーチ賞：トッド・ブラックアダー（BL東京）【初】
- 功労賞：山下裕史（神戸S）【初】- トップリーグのリーグ戦とリーグワンの公式戦出場が178試合となり、歴代最多出場。[22]
- 功労賞：堀江翔太（埼玉WK）【初】- リーグワン初代MVP。日本代表としてRWC2011からRWC2023まで4大会出場。スーパーラグビーでもプレー。[22]
- 功労賞：田中史朗（GR東葛）【初】- トップリーグからリーグワンまで3チームで活躍。日本代表としてRWC2011からRWC2019まで3大会出場。スーパーラグビーに日本人として初出場、優勝チームにも名を連ねる。[22]
- ベストホイッスル賞：古瀬健樹レフリー【2季連続、2回目】

### ベストフィフティーン
メディア投票、DICISION1監督・ヘッドコーチ投票、DIVISION1キャプテン投票、ファン投票、表彰選考委員投票により決定。
- PR1：木村星南（BL東京）【初】
- HO：原田衛（BL東京）【初】
- PR3：オペティ・ヘル（S東京ベイ）【3季連続3回目】
- LO：ワーナー・ディアンズ（BL東京）【2季連続2回目】
- LO：ルード・デヤハー（埼玉SG）【初】
- FL：アーディ・サベア（神戸S）【初】
- FL：シャノン・フリゼル（BL東京）【初】
- NO.8：ジャック・コーネルセン（埼玉SG）【初】
- SH：小山大輝（埼玉SG）【初】
- SO：リッチー・モウンガ（BL東京）【初】
- CTB：ディラン・ライリー（埼玉SG）【3季連続3回目】
- CTB：ダミアン・デアレンデ（埼玉SG）【初】
- WTB：マロ・ツイタマ（静岡BR）【初】
- WTB：尾﨑晟也（埼玉SG）【2季連続2回目】
- FB：アイザック・ルーカス（BR東京）【2季ぶり、2回目】1回目はSOとして受賞。

### プレイヤーズ・チョイス・プライズ
選手によって自ら受賞対象選手を選ぶ賞。
- DIVISION1 プレーヤー・オブ・ザ・シーズン：リッチー・モウンガ（BL東京）【初】
- DIVISION1 ゴールデンショルダー：ジョーンズリチャード剛（静岡BR）【初】
- 社会貢献賞：静岡ブルーレヴズ【初】

### 100試合出場達成選手
今シーズン100試合出場を達成した選手（トップリーグ及びリーグワンにおけるリーグ戦出場の通算記録）
- 山中亮平（神戸S）[28]
- 内田啓介（埼玉WK）[29]
- 小川高廣（BL東京）[30]
- ヘンリーブラッキン（相模原D）[31]
- 柳川大樹（BR東京）[32]
- ロトアヘアポヒヴァ大和（BR東京）[33]

## 入場者数

### 入場者数の推移
| シーズン | 実施 試合数 | 総入場数  | 1試合平均         | DIVISION1 1試合平均 | DIVISION2 1試合平均 | DIVISION3 1試合平均 | 入替戦 1試合平均 | プレーオフ 1試合平均 | 備考          |
| -------- | ----------- | --------- | ----------------- | ------------------- | ------------------- | ------------------- | ---------------- | -------------------- | ------------- |
| 2022     | 150         | 484,047   | 3,227             | 4,213               | 1,670               | 847                 | 1,893            | 15,896               | [ 34 ] [ 35 ] |
| 2022-23  | 168         | 745,311   | 4,436 前年比37%増 | 5,744 前年比36%増   | 1,739 前年比4%増    | 1,437 前年比70%増   | 2,273            | 19,842 前年比25%増   | [ 36 ]        |
| 2023-24  | 173         | 1,146,524 | 6,603 前年比49%増 | 8,929 前年比55%増   | 3,185 前年比83%増   | 1,456 前年比1%増    | 3,702            | 24,648 前年比24%増   | [ 37 ]        |

前シーズンまでの新型コロナウイルス感染症への対策にもとづく 人数規制が無くなった。
- 2023年12月16日に日産スタジアムで開催されたリーグワン2023-24シーズンDIVISION1の第2節「横浜キヤノンイーグルス 対 トヨタヴェルブリッツ」（ホーム：横浜E）の試合において、入場者数が31,312人となり、リーグ戦（レギュラーシーズン）における1試合最多入場者数を記録[38]。
- その翌日12月17日に、味の素スタジアムで行われた「東京サントリーサンゴリアス 対 東芝ブレイブルーパス東京」（ホーム：東京SG）の入場者数が31,953人となり、記録を更新した[39][40][5]。
- 2024年3月16日、DIVISION1の第10節に愛知県の豊田スタジアムで行われた「トヨタヴェルブリッツ対東京サントリーサンゴリアス」（ホーム：トヨタV）において、入場者数が34,568人となり[41]、リーグワンのリーグ戦1試合の最多入場者数記録を3か月ぶりに更新した[42]。
- DIVISION2第2節でも、12月16日にヨドコウ桜スタジアムで行われた「レッドハリケーンズ大阪 対 日本製鉄釜石シーウェイブス」（ホーム：RH大阪）において入場者数8,586人となり、DIVISION2最多記録を更新した[5]。
- 2024年4月6日（DIVISION1とDIVISION3の第12節）、ジャパンラグビーリーグワン2023-24の総入場者数（DIVISION1・2・3の合計）が775,565人となり、最多記録を更新した。翌4月7日にはさらに更新し、796,928人になった[43]。
- 2024年5月26日のDIVISION1決勝戦（BL東京vs埼玉WK）では、56,486人が国立競技場に入場し、前年に最多を記録した決勝戦の入場者数（41,794人）を大きく上回った[44][37]。
- 最終的にシーズン1試合平均が6,603人となり[37]、前身トップリーグ時代の最多となった2015-16シーズンの1試合平均6,470人を超えた。

### 他のプロスポーツリーグとの比較
| リーグ                     | シーズン | 期間                          | 試合数 | 総入場者数 | 1試合平均 入場数 | 備考                          | 出典          |
| -------------------------- | -------- | ----------------------------- | ------ | ---------- | ---------------- | ----------------------------- | ------------- |
| ジャパンラグビーリーグワン | 2023-24  | 2023年12月9日 - 2024年5月26日 | 173    | 1,146,524  | 6,603            | 1シーズン総入場者数が過去最多 | [ 37 ]        |
| Jリーグ公式戦（サッカー）  | 2024     | 2024年2月23日 - 12月8日       | 1,219  | 12,540,265 | 10,287           | 年間総入場者数が過去最多      | [ 45 ]        |
| セ・パ公式戦（プロ野球）   | 2024     | 2024年3月29日 - 11月3日       | 858    | 26,681,715 | 31,098           | 観客動員数がNPB史上過去最多   | [ 46 ] [ 47 ] |

## 試合一覧

### リーグ戦
第6節と第7節の間に「THE CROSS-BORDER RUGBY 2024」4試合が行われた。

#### 第1節
| 2023年12月9日 12:00 | コベルコ神戸スティーラーズ | 80-15 | 三重ホンダヒート | ノエビアスタジアム神戸 観客数: 11,419人 |
| 2023年12月9日 12:00 | レポート                   |       |                  | ノエビアスタジアム神戸 観客数: 11,419人 |

| 2023年12月9日 13:00 | 三菱重工相模原ダイナボアーズ | 30-29 | 花園近鉄ライナーズ | 相模原ギオンスタジアム 観客数: 7,852人 |
| 2023年12月9日 13:00 | レポート                     |       |                    | 相模原ギオンスタジアム 観客数: 7,852人 |

| 2023年12月9日 14:30 | 東芝ブレイブルーパス東京 | 43-30 | 静岡ブルーレヴズ | 味の素スタジアム 観客数: 11,553人 |
| 2023年12月9日 14:30 | レポート                 |       |                  | 味の素スタジアム 観客数: 11,553人 |

| 2023年12月9日 14:30 | トヨタヴェルブリッツ | 15-8 | ブラックラムズ東京 | パロマ瑞穂ラグビー場 観客数: 9,059人 |
| 2023年12月9日 14:30 | レポート             |      |                    | パロマ瑞穂ラグビー場 観客数: 9,059人 |

| 2023年12月10日 14:30 | クボタスピアーズ船橋・東京ベイ | 26-52 | 東京サンゴリアス | 秩父宮ラグビー場 観客数: 18,110人 |
| 2023年12月10日 14:30 | レポート                       |       |                  | 秩父宮ラグビー場 観客数: 18,110人 |

| 2023年12月10日 15:05 | 埼玉ワイルドナイツ | 53-12 | 横浜キヤノンイーグルス | 熊谷ラグビー場 観客数: 12,582人 |
| 2023年12月10日 15:05 | レポート           |       |                        | 熊谷ラグビー場 観客数: 12,582人 |

#### 第2節
| 2023年12月16日 12:10 | 三重ホンダヒート | 0-75 | クボタスピアーズ船橋・東京ベイ | 三重県営鈴鹿スポーツガーデン 観客数: 3,351人 |
| 2023年12月16日 12:10 | レポート         |      |                                | 三重県営鈴鹿スポーツガーデン 観客数: 3,351人 |

| 2023年12月16日 14:30 | ブラックラムズ東京 | 17-25 | 三菱重工相模原ダイナボアーズ | 駒沢オリンピック公園陸上競技場 観客数: 8,213人 |
| 2023年12月16日 14:30 | レポート           |       |                              | 駒沢オリンピック公園陸上競技場 観客数: 8,213人 |

| 2023年12月16日 14:10 | 横浜キヤノンイーグルス | 24-22 | トヨタヴェルブリッツ | 日産スタジアム 観客数: 31,312人 |
| 2023年12月16日 14:10 | レポート               |       |                      | 日産スタジアム 観客数: 31,312人 |

- リーグ戦1試合最多入場者数を更新

| 2023年12月17日 12:00 | 花園近鉄ライナーズ | 0-49 | 埼玉ワイルドナイツ | 東大阪市花園ラグビー場 観客数: 7,507人 |
| 2023年12月17日 12:00 | レポート           |      |                    | 東大阪市花園ラグビー場 観客数: 7,507人 |

| 2023年12月17日 14:00 | 静岡ブルーレヴズ | 26-30 | コベルコ神戸スティーラーズ | ヤマハスタジアム 観客数: 12,841人 |
| 2023年12月17日 14:00 | レポート         |       |                            | ヤマハスタジアム 観客数: 12,841人 |

| 2023年12月17日 14:30 | 東京サンゴリアス | 19-26 | 東芝ブレイブルーパス東京 | 味の素スタジアム 観客数: 31,953人 |
| 2023年12月17日 14:30 | レポート         |       |                          | 味の素スタジアム 観客数: 31,953人 |

- リーグ戦1試合最多入場者数を更新

#### 第3節
| 2023年12月23日 12:00 | 埼玉ワイルドナイツ | 44-17 | ブラックラムズ東京 | 熊谷ラグビー場 観客数: 6,825人 |
| 2023年12月23日 12:00 | レポート           |       |                    | 熊谷ラグビー場 観客数: 6,825人 |

| 2023年12月23日 14:10 | 横浜キヤノンイーグルス | 66-26 | 花園近鉄ライナーズ | ニッパツ三ツ沢球技場 観客数: 6,641人 |
| 2023年12月23日 14:10 | レポート               |       |                    | ニッパツ三ツ沢球技場 観客数: 6,641人 |

| 2023年12月23日 14:30 | トヨタヴェルブリッツ | 54-40 | 三菱重工相模原ダイナボアーズ | パロマ瑞穂ラグビー場 観客数: 7,958人 |
| 2023年12月23日 14:30 | レポート             |       |                              | パロマ瑞穂ラグビー場 観客数: 7,958人 |

| 2023年12月24日 12:10 | 三重ホンダヒート | 16-34 | 東京サンゴリアス | 三重県営鈴鹿スポーツガーデン 観客数: 3,221人 |
| 2023年12月24日 12:10 | レポート         |       |                  | 三重県営鈴鹿スポーツガーデン 観客数: 3,221人 |

| 2023年12月24日 14:30 | クボタスピアーズ船橋・東京ベイ | 19-23 | 静岡ブルーレヴズ | ヨドコウ桜スタジアム 観客数: 6,719人 |
| 2023年12月24日 14:30 | レポート                       |       |                  | ヨドコウ桜スタジアム 観客数: 6,719人 |

| 2023年12月24日 15:00 | コベルコ神戸スティーラーズ | 39-46 | 東芝ブレイブルーパス東京 | ノエビアスタジアム神戸 観客数: 11,096人 |
| 2023年12月24日 15:00 | レポート                   |       |                          | ノエビアスタジアム神戸 観客数: 11,096人 |

#### 第4節
| 2024年1月6日 14:30 | 埼玉ワイルドナイツ | 43-27 | トヨタヴェルブリッツ | 熊谷ラグビー場 観客数: 14,544人 |
| 2024年1月6日 14:30 | レポート           |       |                      | 熊谷ラグビー場 観客数: 14,544人 |

| 2024年1月6日 14:30 | ブラックラムズ東京 | 41-14 | 花園近鉄ライナーズ | 江東区夢の島陸上競技場 観客数: 1,783人 |
| 2024年1月6日 14:30 | レポート           |       |                    | 江東区夢の島陸上競技場 観客数: 1,783人 |

| 2024年1月6日 14:35 | 東京サンゴリアス | 44-36 | コベルコ神戸スティーラーズ | 秩父宮ラグビー場 観客数: 18,867人 |
| 2024年1月6日 14:35 | レポート         |       |                            | 秩父宮ラグビー場 観客数: 18,867人 |

| 2024年1月7日 12:00 | 三重ホンダヒート | 13-62 | 静岡ブルーレヴズ | 三重県営鈴鹿スポーツガーデン 観客数: 2,629人 |
| 2024年1月7日 12:00 | レポート         |       |                  | 三重県営鈴鹿スポーツガーデン 観客数: 2,629人 |

| 2024年1月7日 14:10 | 三菱重工相模原ダイナボアーズ | 35-40 | 横浜キヤノンイーグルス | 秩父宮ラグビー場 観客数: 8,541人 |
| 2024年1月7日 14:10 | レポート                     |       |                        | 秩父宮ラグビー場 観客数: 8,541人 |

| 2024年1月7日 14:30 | 東芝ブレイブルーパス東京 | 24-20 | クボタスピアーズ船橋・東京ベイ | 等々力陸上競技場 観客数: 10,456人 |
| 2024年1月7日 14:30 | レポート                 |       |                                | 等々力陸上競技場 観客数: 10,456人 |

#### 第5節
| 2024年1月13日 12:00 | 三菱重工相模原ダイナボアーズ | 21-81 | 埼玉ワイルドナイツ | 相模原ギオンスタジアム 観客数: 4,172人 |
| 2024年1月13日 12:00 | レポート                     |       |                    | 相模原ギオンスタジアム 観客数: 4,172人 |

| 2024年1月13日 14:00 | 静岡ブルーレヴズ | 25-29 | 東京サンゴリアス | ヤマハスタジアム 観客数: 6,465人 |
| 2024年1月13日 14:00 | レポート         |       |                  | ヤマハスタジアム 観客数: 6,465人 |

| 2024年1月13日 14:10 | 横浜キヤノンイーグルス | 24-8 | ブラックラムズ東京 | ニッパツ三ツ沢球技場 観客数: 7,010人 |
| 2024年1月13日 14:10 | レポート               |      |                    | ニッパツ三ツ沢球技場 観客数: 7,010人 |

| 2024年1月14日 14:30 | 花園近鉄ライナーズ | 14-47 | トヨタヴェルブリッツ | 東大阪市花園ラグビー場 観客数: 9,032人 |
| 2024年1月14日 14:30 | レポート           |       |                      | 東大阪市花園ラグビー場 観客数: 9,032人 |

| 2024年1月14日 14:30 | コベルコ神戸スティーラーズ | 34-38 | クボタスピアーズ船橋・東京ベイ | ノエビアスタジアム神戸 観客数: 10,682人 |
| 2024年1月14日 14:30 | レポート                   |       |                                | ノエビアスタジアム神戸 観客数: 10,682人 |

| 2024年1月14日 14:35 | 東芝ブレイブルーパス東京 | 40-12 | 三重ホンダヒート | 秩父宮ラグビー場 観客数: 7,367人 |
| 2024年1月14日 14:35 | レポート                 |       |                  | 秩父宮ラグビー場 観客数: 7,367人 |

#### 第6節（カンファレンス交流戦1）
| 2024年1月20日 14:00 | 三菱重工相模原ダイナボアーズ | 34-36 | 東京サンゴリアス | 相模原ギオンスタジアム 観客数: 2,742人 |
| 2024年1月20日 14:00 | レポート                     |       |                  | 相模原ギオンスタジアム 観客数: 2,742人 |

| 2024年1月20日 14:30 | 埼玉ワイルドナイツ | 70-12 | 三重ホンダヒート | 熊谷ラグビー場 観客数: 4,615人 |
| 2024年1月20日 14:30 | レポート           |       |                  | 熊谷ラグビー場 観客数: 4,615人 |

| 2024年1月27日 13:00 | ブラックラムズ東京 | 17-18 | クボタスピアーズ船橋・東京ベイ | 駒沢オリンピック公園陸上競技場 観客数: 7,608人 |
| 2024年1月27日 13:00 | レポート           |       |                                | 駒沢オリンピック公園陸上競技場 観客数: 7,608人 |

| 2024年1月27日 13:00 | 静岡ブルーレヴズ | 50-12 | 花園近鉄ライナーズ | ヤマハスタジアム 観客数: 5,255人 |
| 2024年1月27日 13:00 | レポート         |       |                    | ヤマハスタジアム 観客数: 5,255人 |

【追加的処分】ウィル・ゲニア（花園L）→ 1試合（第7節）出場停止
| 2024年1月27日 14:10 | 横浜キヤノンイーグルス | 27-31 | コベルコ神戸スティーラーズ | ニッパツ三ツ沢球技場 観客数: 10,161人 |
| 2024年1月27日 14:10 | レポート               |       |                            | ニッパツ三ツ沢球技場 観客数: 10,161人 |

| 2024年1月27日 14:30 | トヨタヴェルブリッツ | 12-28 | 東芝ブレイブルーパス東京 | 豊田スタジアム 観客数: 18,619人 |
| 2024年1月27日 14:30 | レポート             |       |                          | 豊田スタジアム 観客数: 18,619人 |

#### THE CROSS-BORDER RUGBY2024
| 2024年2月3日 12:00 | 東京サンゴリアス | 7-43 | ブルーズ | 秩父宮ラグビー場 観客数: 13,278人 |
| 2024年2月3日 12:00 | レポート         |      |          | 秩父宮ラグビー場 観客数: 13,278人 |

| 2024年2月4日 14:30 | 埼玉ワイルドナイツ | 38-14 | ギャラガー・チーフス | 熊谷ラグビー場 観客数: 7,561人 |
| 2024年2月4日 14:30 | レポート           |       |                      | 熊谷ラグビー場 観客数: 7,561人 |

| 2024年2月10日 12:10 | 横浜キヤノンイーグルス | 22-57 | ブルーズ | ニッパツ三ツ沢球技場 観客数: 5,946人 |
| 2024年2月10日 12:10 | レポート               |       |          | ニッパツ三ツ沢球技場 観客数: 5,946人 |

| 2024年2月10日 14:30 | クボタスピアーズ船橋・東京ベイ | 30-35 | ギャラガー・チーフス | 秩父宮ラグビー場 観客数: 9,439人 |
| 2024年2月10日 14:30 | レポート                       |       |                      | 秩父宮ラグビー場 観客数: 9,439人 |

#### 第7節（カンファレンス交流戦2）
| 2024年2月17日 14:00 | トヨタヴェルブリッツ | 54-7 | 三重ホンダヒート | パロマ瑞穂ラグビー場 観客数: 7,577人 |
| 2024年2月17日 14:00 | レポート             |      |                  | パロマ瑞穂ラグビー場 観客数: 7,577人 |

| 2024年2月17日 14:30 | 埼玉ワイルドナイツ | 24-20 | 東京サンゴリアス | 熊谷ラグビー場 観客数: 12,030人 |
| 2024年2月17日 14:30 | レポート           |       |                  | 熊谷ラグビー場 観客数: 12,030人 |

| 2024年2月24日 14:00 | 三菱重工相模原ダイナボアーズ | 53-45 | 静岡ブルーレヴズ | 相模原ギオンスタジアム 観客数: 3,010人 |
| 2024年2月24日 14:00 | レポート                     |       |                  | 相模原ギオンスタジアム 観客数: 3,010人 |

| 2023年2月24日 14:05 | 東芝ブレイブルーパス東京 | 27-7 | 横浜キヤノンイーグルス | 秩父宮ラグビー場 観客数: 13,581人 |
| 2023年2月24日 14:05 | レポート                 |      |                        | 秩父宮ラグビー場 観客数: 13,581人 |

| 2024年2月24日 14:30 | 花園近鉄ライナーズ | 19-56 | クボタスピアーズ船橋・東京ベイ | 東大阪市花園ラグビー場 観客数: 3,606人 |
| 2024年2月24日 14:30 | レポート           |       |                                | 東大阪市花園ラグビー場 観客数: 3,606人 |

| 2024年2月25日 13:00 | ブラックラムズ東京 | 17-27 | コベルコ神戸スティーラーズ | 駒沢オリンピック公園陸上競技場 観客数: 4,231人 |
| 2024年2月25日 13:00 | レポート           |       |                            | 駒沢オリンピック公園陸上競技場 観客数: 4,231人 |

#### 第8節（カンファレンス交流戦3）
| 2024年3月1日 19:00 | 三重ホンダヒート | 21-50 | 横浜キヤノンイーグルス | 秩父宮ラグビー場 観客数: 13,428人 |
| 2024年3月1日 19:00 | レポート         |       |                        | 秩父宮ラグビー場 観客数: 13,428人 |

| 2024年3月2日 12:00 | 花園近鉄ライナーズ | 32-50 | 東芝ブレイブルーパス東京 | 東大阪市花園ラグビー場 観客数: 4,240人 |
| 2024年3月2日 12:00 | レポート           |       |                          | 東大阪市花園ラグビー場 観客数: 4,240人 |

【追加的処分】梶川喬介（BL東京）→ 4試合（第9節～第12節）出場停止
| 2024年3月2日 14:00 | 静岡ブルーレヴズ | 19-45 | 埼玉ワイルドナイツ | ヤマハスタジアム 観客数: 6,792人 |
| 2024年3月2日 14:00 | レポート         |       |                    | ヤマハスタジアム 観客数: 6,792人 |

| 2024年3月2日 14:05 | 東京サンゴリアス | 62-0 | ブラックラムズ東京 | 秩父宮ラグビー場 観客数: 10,428人 |
| 2024年3月2日 14:05 | レポート         |      |                    | 秩父宮ラグビー場 観客数: 10,428人 |

| 2024年3月3日 14:30 | クボタスピアーズ船橋・東京ベイ | 28-34 | 三菱重工相模原ダイナボアーズ | 秩父宮ラグビー場 観客数: 6,593人 |
| 2024年3月3日 14:30 | レポート                       |       |                              | 秩父宮ラグビー場 観客数: 6,593人 |

| 2024年3月3日 14:30 | コベルコ神戸スティーラーズ | 57-22 | トヨタヴェルブリッツ | 東大阪市花園ラグビー場 観客数: 14,387人 |
| 2024年3月3日 14:30 | レポート                   |       |                      | 東大阪市花園ラグビー場 観客数: 14,387人 |

#### 第9節（カンファレンス交流戦4）
| 2024年3月9日 12:00 | 横浜キヤノンイーグルス | 34-17 | 静岡ブルーレヴズ | レゾナックドーム大分 観客数: 5,315人 |
| 2024年3月9日 12:00 | レポート               |       |                  | レゾナックドーム大分 観客数: 5,315人 |

| 2024年3月9日 12:00 | クボタスピアーズ船橋・東京ベイ | 27-31 | トヨタヴェルブリッツ | 東大阪市花園ラグビー場 観客数: 6,888人 |
| 2024年3月9日 12:00 | レポート                       |       |                      | 東大阪市花園ラグビー場 観客数: 6,888人 |

| 2024年3月9日 14:30 | 東京サンゴリアス | 34-14 | 花園近鉄ライナーズ | 秩父宮ラグビー場 観客数: 8,098人 |
| 2024年3月9日 14:30 | レポート         |       |                    | 秩父宮ラグビー場 観客数: 8,098人 |

| 2024年3月9日 14:35 | 埼玉ワイルドナイツ | 36-24 | 東芝ブレイブルーパス東京 | 熊谷ラグビー場 観客数: 13,389人 |
| 2024年3月9日 14:35 | レポート           |       |                          | 熊谷ラグビー場 観客数: 13,389人 |

| 2024年3月10日 12:00 | 三重ホンダヒート | 14-24 | ブラックラムズ東京 | 三重県営鈴鹿スポーツガーデン 観客数: 2,524人 |
| 2024年3月10日 12:00 | レポート         |       |                    | 三重県営鈴鹿スポーツガーデン 観客数: 2,524人 |

| 2024年3月10日 14:30 | 三菱重工相模原ダイナボアーズ | 14-43 | コベルコ神戸スティーラーズ | 相模原ギオンスタジアム 観客数: 6,156人 |
| 2024年3月10日 14:30 | レポート                     |       |                            | 相模原ギオンスタジアム 観客数: 6,156人 |

【追加的処分】イーリニコラス（相模原DBアシスタントコーチ）→ 3試合（第10節～第12節）出場停止

#### 第10節（カンファレンス交流戦5）
| 2024年3月15日 19:00 | 横浜キヤノンイーグルス | 26-29 | クボタスピアーズ船橋・東京ベイ | 秩父宮ラグビー場 観客数: 8,910人 |
| 2024年3月15日 19:00 | レポート               |       |                                | 秩父宮ラグビー場 観客数: 8,910人 |

【追加的処分】ファウルア・マキシ（S東京ベイ）→ 3試合（第11節～第13節）出場停止
| 2024年3月16日 13:00 | ブラックラムズ東京 | 29-36 | 静岡ブルーレヴズ | 秩父宮ラグビー場 観客数: 5,301人 |
| 2024年3月16日 13:00 | レポート           |       |                  | 秩父宮ラグビー場 観客数: 5,301人 |

| 2024年3月16日 14:30 | トヨタヴェルブリッツ | 38-39 | 東京サンゴリアス | 豊田スタジアム 観客数: 34,568人 |
| 2024年3月16日 14:30 | レポート             |       |                  | 豊田スタジアム 観客数: 34,568人 |

【追加的処分】清水岳（トヨタV）→ 2試合（第11節～第12節）出場停止
- リーグ戦1試合最多入場者数を更新

| 2024年3月16日 14:30 | コベルコ神戸スティーラーズ | 18-28 | 埼玉ワイルドナイツ | 神戸総合運動公園ユニバー記念競技場 観客数: 12,036人 |
| 2024年3月16日 14:30 | レポート                   |       |                    | 神戸総合運動公園ユニバー記念競技場 観客数: 12,036人 |

| 2024年3月17日 12:00 | 花園近鉄ライナーズ | 19-20 | 三重ホンダヒート | 東大阪市花園ラグビー場 観客数: 7,325人 |
| 2024年3月17日 12:00 | レポート           |       |                  | 東大阪市花園ラグビー場 観客数: 7,325人 |

【追加的処分】北條拓郎（三重H）→ 3試合（第11節～第13節）出場停止
| 2024年3月17日 14:30 | 東芝ブレイブルーパス東京 | 41-19 | 三菱重工相模原ダイナボアーズ | 秩父宮ラグビー場 観客数: 5,923人 |
| 2024年3月17日 14:30 | レポート                 |       |                              | 秩父宮ラグビー場 観客数: 5,923人 |

#### 第11節（カンファレンス交流戦6）
| 2024年3月22日 19:00 | クボタスピアーズ船橋・東京ベイ | 22-55 | 埼玉ワイルドナイツ | 秩父宮ラグビー場 観客数: 9,491人 |
| 2024年3月22日 19:00 | レポート                       |       |                    | 秩父宮ラグビー場 観客数: 9,491人 |

| 2024年3月23日 14:00 | 静岡ブルーレヴズ | 24-8 | トヨタヴェルブリッツ | エコパスタジアム 観客数: 5,074人 |
| 2024年3月23日 14:00 | レポート         |      |                      | エコパスタジアム 観客数: 5,074人 |

| 2024年3月23日 14:30 | 東京サンゴリアス | 35-37 | 横浜キヤノンイーグルス | 秩父宮ラグビー場 観客数: 12,890人 |
| 2024年3月23日 14:30 | レポート         |       |                        | 秩父宮ラグビー場 観客数: 12,890人 |

| 2024年3月24日 14:30 | 東芝ブレイブルーパス東京 | 40-33 | ブラックラムズ東京 | 秩父宮ラグビー場 観客数: 6,418人 |
| 2024年3月24日 14:30 | レポート                 |       |                    | 秩父宮ラグビー場 観客数: 6,418人 |

| 2024年3月24日 14:30 | 三重ホンダヒート | 26-31 | 三菱重工相模原ダイナボアーズ | 三重県営鈴鹿スポーツガーデン 観客数: 1,626人 |
| 2024年3月24日 14:30 | レポート         |       |                              | 三重県営鈴鹿スポーツガーデン 観客数: 1,626人 |

| 2024年3月24日 14:30 | コベルコ神戸スティーラーズ | 60-17 | 花園近鉄ライナーズ | 神戸総合運動公園ユニバー記念競技場 観客数: 6,450人 |
| 2024年3月24日 14:30 | レポート                   |       |                    | 神戸総合運動公園ユニバー記念競技場 観客数: 6,450人 |

#### 第12節
- 2024年4月6日、ジャパンラグビーリーグワン2023-24の総入場者数（DIVISION1・2・3の合計）が775,565人となり、最多記録を更新した。翌4月7日（第12節までの合計）は796,928人になった。昨季2022-23シーズンの総入場者数は745,311人、初年度2022シーズンは484,047人だった[11]。
- 第12節の試合結果により、埼玉パナソニックワイルドナイツが勝ち点56となり、リーグ戦4位以上が確定しプレーオフトーナメントへの出場が決定した[54][55]。

| 2024年4月6日 13:00 | ブラックラムズ東京 | 12-31 | 横浜キヤノンイーグルス | 駒沢オリンピック公園陸上競技場 観客数: 7,454人 |
| 2024年4月6日 13:00 | レポート           |       |                        | 駒沢オリンピック公園陸上競技場 観客数: 7,454人 |

| 2024年4月6日 14:00 | 静岡ブルーレヴズ | 43-14 | 三重ホンダヒート | ヤマハスタジアム 観客数: 4,452人 |
| 2024年4月6日 14:00 | レポート         |       |                  | ヤマハスタジアム 観客数: 4,452人 |

| 2024年4月6日 14:30 | 埼玉ワイルドナイツ | 53-12 | 三菱重工相模原ダイナボアーズ | 熊谷ラグビー場 観客数: 8,322人 |
| 2024年4月6日 14:30 | レポート           |       |                              | 熊谷ラグビー場 観客数: 8,322人 |

| 2024年4月6日 14:40 | トヨタヴェルブリッツ | 47-30 | 花園近鉄ライナーズ | 岐阜メモリアルセンター長良川競技場 観客数: 7,390人 |
| 2024年4月6日 14:40 | レポート             |       |                    | 岐阜メモリアルセンター長良川競技場 観客数: 7,390人 |

| 2024年4月7日 14:30 | クボタスピアーズ船橋・東京ベイ | 20-22 | 東芝ブレイブルーパス東京 | 秩父宮ラグビー場 観客数: 7,963人 |
| 2024年4月7日 14:30 | レポート                       |       |                          | 秩父宮ラグビー場 観客数: 7,963人 |

| 2024年4月7日 14:30 | コベルコ神戸スティーラーズ | 27-36 | 東京サンゴリアス | 神戸総合運動公園ユニバー記念競技場 観客数: 11,792人 |
| 2024年4月7日 14:30 | レポート                   |       |                  | 神戸総合運動公園ユニバー記念競技場 観客数: 11,792人 |

【追加的処分】ツイヘンドリック（東京SG）→ 3試合（第13節～第15節）出場停止

#### 第13節
- 第13節の試合結果により、東芝ブレイブルーパス東京が勝ち点52となり、リーグ戦4位以上が確定。プレーオフトーナメントへの出場が決定した[56]。
- 三重ホンダヒートは1勝12敗となって10位以下が確定し、入替戦出場が決まった[57][58]。

| 2024年4月12日 19:00 | ブラックラムズ東京 | 26-50 | 埼玉ワイルドナイツ | 秩父宮ラグビー場 観客数: 8,547人 |
| 2024年4月12日 19:00 | レポート           |       |                    | 秩父宮ラグビー場 観客数: 8,547人 |

| 2024年4月12日 19:00 | 花園近鉄ライナーズ | 33-52 | 横浜キヤノンイーグルス | 東大阪市花園ラグビー場 観客数: 3,937人 |
| 2024年4月12日 19:00 | レポート           |       |                        | 東大阪市花園ラグビー場 観客数: 3,937人 |

| 2024年4月13日 14:00 | 静岡ブルーレヴズ | 31-31 | クボタスピアーズ船橋・東京ベイ | IAIスタジアム日本平 観客数: 6,423人 |
| 2024年4月13日 14:00 | レポート         |       |                                | IAIスタジアム日本平 観客数: 6,423人 |

| 2024年4月13日 14:30 | 東京サンゴリアス | 60-10 | 三重ホンダヒート | 秩父宮ラグビー場 観客数: 8,240人 |
| 2024年4月13日 14:30 | レポート         |       |                  | 秩父宮ラグビー場 観客数: 8,240人 |

| 2024年4月13日 14:30 | 三菱重工相模原ダイナボアーズ | 20-34 | トヨタヴェルブリッツ | 長崎市総合運動公園かきどまり 観客数: 6,311人 |
| 2024年4月13日 14:30 | レポート                     |       |                      | 長崎市総合運動公園かきどまり 観客数: 6,311人 |

| 2024年4月14日 14:30 | 東芝ブレイブルーパス東京 | 40-40 | コベルコ神戸スティーラーズ | 秩父宮ラグビー場 観客数: 11,918人 |
| 2024年4月14日 14:30 | レポート                 |       |                            | 秩父宮ラグビー場 観客数: 11,918人 |

#### 第14節
- この節の勝ち点において、埼玉パナソニックワイルドナイツの66に対して、暫定2位の東芝ブレイブルーパス東京が56となり、埼玉の1位が確定した[59]。
- 暫定5位のコベルコ神戸スティーラーズは勝利できず、5位以下が確定。これにより、暫定3位の東京サントリーサンゴリアス と 暫定4位の横浜キヤノンイーグルスのプレーオフトーナメント進出（4位以内）が確定した[59]。

| 2024年4月19日 19:00 | 東京サンゴリアス | 31-31 | 静岡ブルーレヴズ | 秩父宮ラグビー場 観客数: 8,007人 |
| 2024年4月19日 19:00 | レポート         |       |                  | 秩父宮ラグビー場 観客数: 8,007人 |

| 2024年4月20日 14:30 | トヨタヴェルブリッツ | 7-40 | 埼玉ワイルドナイツ | パロマ瑞穂ラグビー場 観客数: 9,129人 |
| 2024年4月20日 14:30 | レポート             |      |                    | パロマ瑞穂ラグビー場 観客数: 9,129人 |

【追加的処分】クレイグ・ミラー（埼玉WK）→ 2試合（第15節～第16節）出場停止
| 2024年4月20日 14:30 | 横浜キヤノンイーグルス | 43-19 | 三菱重工相模原ダイナボアーズ | 秩父宮ラグビー場 観客数: 7,094人 |
| 2024年4月20日 14:30 | レポート               |       |                              | 秩父宮ラグビー場 観客数: 7,094人 |

| 2024年4月21日 12:10 | 三重ホンダヒート | 7-8 | 東芝ブレイブルーパス東京 | 三重県営鈴鹿スポーツガーデン 観客数: 2,948人 |
| 2024年4月21日 12:10 | レポート         |     |                          | 三重県営鈴鹿スポーツガーデン 観客数: 2,948人 |

| 2024年4月21日 13:00 | クボタスピアーズ船橋・東京ベイ | 39-29 | コベルコ神戸スティーラーズ | 札幌ドーム 観客数: 6,354人 |
| 2024年4月21日 13:00 | レポート                       |       |                            | 札幌ドーム 観客数: 6,354人 |

| 2024年4月21日 14:30 | 花園近鉄ライナーズ | 34-23 | ブラックラムズ東京 | 東大阪市花園ラグビー場 観客数: 2,479人 |
| 2024年4月21日 14:30 | レポート           |       |                    | 東大阪市花園ラグビー場 観客数: 2,479人 |

【追加的処分】セルホゼ（花園L）→ 3試合（第15節～第16節、入替戦第1節）出場停止
- 花園近鉄ライナーズは、今期において全敗（13連敗）していたが、初勝利。

#### 第15節
- 三菱重工相模原ダイナボアーズとリコーブラックラムズ東京は、入替戦回避を賭けた9位・10位の直接対決となった。勝ち点により、相模原DBが敗戦ながらDIVISION1残留が決定。勝者のBR東京は、3トライ差の勝利（ボーナスポイント1付きの勝利）が必要なところが及ばず、入替戦出場が決まった[62][63]。
- 東芝ブレイブルーパス東京は、この節での勝利でリーグ戦2位が確定した[64]。

| 2024年4月27日 12:00 | 三菱重工相模原ダイナボアーズ | 24-31    | ブラックラムズ東京 | 相模原ギオンスタジアム 観客数: 5,159人 |
| 2024年4月27日 12:00 | T: 3                         | レポート | T: 5               | 相模原ギオンスタジアム 観客数: 5,159人 |

| 2024年4月27日 12:05 | 東芝ブレイブルーパス東京 | 36-27 | 東京サンゴリアス | 秩父宮ラグビー場 観客数: 13,147人 |
| 2024年4月27日 12:05 | レポート                 |       |                  | 秩父宮ラグビー場 観客数: 13,147人 |

| 2024年4月27日 14:30 | コベルコ神戸スティーラーズ | 63-19 | 静岡ブルーレヴズ | 東大阪市花園ラグビー場 観客数: 6,908人 |
| 2024年4月27日 14:30 | レポート                   |       |                  | 東大阪市花園ラグビー場 観客数: 6,908人 |

| 2024年4月27日 14:30 | クボタスピアーズ船橋・東京ベイ | 61-24 | 三重ホンダヒート | スピアーズえどりくフィールド 観客数: 3,382人 |
| 2024年4月27日 14:30 | レポート                       |       |                  | スピアーズえどりくフィールド 観客数: 3,382人 |

| 2024年4月27日 14:30 | 埼玉ワイルドナイツ | 33-24 | 花園近鉄ライナーズ | 熊谷ラグビー場 観客数: 10,700人 |
| 2024年4月27日 14:30 | レポート           |       |                    | 熊谷ラグビー場 観客数: 10,700人 |

| 2024年4月27日 14:30 | トヨタヴェルブリッツ | 35-31 | 横浜キヤノンイーグルス | パロマ瑞穂ラグビー場 観客数: 8,769人 |
| 2024年4月27日 14:30 | レポート             |       |                        | パロマ瑞穂ラグビー場 観客数: 8,769人 |

#### 第16節
- 埼玉パナソニックワイルドナイツは、リーグ戦16戦全勝[65]。
- 横浜キヤノンイーグルスの敗戦でリーグ戦4位が確定し[65][66]、それにより東京サントリーサンゴリアスのリーグ戦3位も確定した。

| 2024年5月4日 12:10 | 三重ホンダヒート | 31-33 | コベルコ神戸スティーラーズ | 三重県営鈴鹿スポーツガーデン 観客数: 4,443人 |
| 2024年5月4日 12:10 | レポート         |       |                            | 三重県営鈴鹿スポーツガーデン 観客数: 4,443人 |

| 2024年5月4日 14:05 | 横浜キヤノンイーグルス | 14-43    | 埼玉ワイルドナイツ | レゾナックドーム大分 観客数: 7,805人 |
| 2024年5月4日 14:05 | T: 2                   | レポート | T: 6               | レゾナックドーム大分 観客数: 7,805人 |

| 2024年5月4日 14:30 | 東京サンゴリアス | 26-45    | クボタスピアーズ船橋・東京ベイ | 秩父宮ラグビー場 観客数: 13,829人 |
| 2024年5月4日 14:30 | T: 4             | レポート | T: 6                           | 秩父宮ラグビー場 観客数: 13,829人 |

| 2024年5月5日 12:00 | 花園近鉄ライナーズ | 36-46 | 三菱重工相模原ダイナボアーズ | 東大阪市花園ラグビー場 観客数: 6,273人 |
| 2024年5月5日 12:00 | レポート           |       |                              | 東大阪市花園ラグビー場 観客数: 6,273人 |

| 2024年5月5日 14:00 | 静岡ブルーレヴズ | 20-59 | 東芝ブレイブルーパス東京 | ヤマハスタジアム 観客数: 13,814人 |
| 2024年5月5日 14:00 | レポート         |       |                          | ヤマハスタジアム 観客数: 13,814人 |

| 2024年5月5日 14:35 | ブラックラムズ東京 | 18-45 | トヨタヴェルブリッツ | 秩父宮ラグビー場 観客数: 16,951人 |
| 2024年5月5日 14:35 | レポート           |       |                      | 秩父宮ラグビー場 観客数: 16,951人 |

### 入替戦（DIVISION1/DIVISION2）
昇格・降格は、(1)勝ち点、(2)勝利数、(3)得失点差、(4)トライ数、(5)トライ後のゴール数、によって決定する。それでも順位が決まらない場合、DIVISION1所属チームが残留する。勝ち点は、勝ち4点、引き分け2点、負け0点。7点差以内の負けは1点を付与し、3トライ差以上での勝ちは追加で1点を付与する。

#### 第1戦
| 2024年 5月18日 12:00 | 浦安D-Rocks DIVISIN2 1位 | 21-12    | 花園近鉄ライナーズ DIVISION1 12位 | スピアーズえどりくフィールド 観客数: 5,004人 |
| 2024年 5月18日 12:00 | T: 3 勝ち点: 4           | レポート | T: 2 勝ち点: 0                    | スピアーズえどりくフィールド 観客数: 5,004人 |

| 2024年 5月18日 12:00 | 豊田自動織機シャトルズ愛知 DIVISIN2 2位 | 39-57    | 三重ホンダヒート DIVISION1 11位 | パロマ瑞穂ラグビー場 観客数: 2,771人 |
| 2024年 5月18日 12:00 | T: 5 勝ち点: 0                          | レポート | T: 8 勝ち点: 5                  | パロマ瑞穂ラグビー場 観客数: 2,771人 |

| 2024年 5月18日 14:30 | NECグリーンロケッツ東葛 DIVISIN2 3位 | 21-40    | リコーブラックラムズ東京 DIVISION1 10位 | 柏の葉公園総合競技場 観客数: 5,062人 |
| 2024年 5月18日 14:30 | T: 3 勝ち点: 0                       | レポート | T: 6 勝ち点: 5                          | 柏の葉公園総合競技場 観客数: 5,062人 |

#### 第2戦
| 2024年 5月24日 19:00 | 花園近鉄ライナーズ DIVISION1 12位 | 30-35    | 浦安D-Rocks DIVISION2 1位 | 東大阪市花園ラグビー場 観客数: 7,883人 |
| 2024年 5月24日 19:00 | T: 3 合計勝ち点: 1                | レポート | T: 4 合計勝ち点: 8        | 東大阪市花園ラグビー場 観客数: 7,883人 |

- 浦安D-RocksがDIVISION1へ昇格、花園近鉄ライナーズがDIVISION2へ降格[68]。

| 2024年 5月25日 12:00 | 三重ホンダヒート DIVISION1 11位 | 15-24    | 豊田自動織機シャトルズ愛知 DIVISION2 2位 | 三重交通Gスポーツの杜 鈴鹿 観客数: 4,230人 |
| 2024年 5月25日 12:00 | T: 2 合計勝ち点: 5              | レポート | T: 4 合計勝ち点: 4                       | 三重交通Gスポーツの杜 鈴鹿 観客数: 4,230人 |

- 豊田自動織機シャトルズ愛知が勝利したが勝ち点で逆転できず、両チームとも各DIVISIONに残留[69]。

| 2024年 5月25日 14:30 | リコーブラックラムズ東京 DIVISION1 10位 | 55-0     | NECグリーンロケッツ東葛 DIVISION2 3位 | 相模原ギオンスタジアム 観客数: 2,523人 |
| 2024年 5月25日 14:30 | T: 9 合計勝ち点: 10                     | レポート | T: 0 合計勝ち点: 0                    | 相模原ギオンスタジアム 観客数: 2,523人 |

- 両チームとも、各DIVISIONに残留[70]。

### プレーオフトーナメント

#### 準決勝
| 2024年 5月18日 14:05 | 埼玉ワイルドナイツ リーグ戦1位 | 20-17 | 横浜キヤノンイーグルス リーグ戦4位 | 秩父宮ラグビー場 観客数: 15,464人 レフリー: 古瀬健樹 |
| 2024年 5月18日 14:05 | レポート 報道                  |       |                                    | 秩父宮ラグビー場 観客数: 15,464人 レフリー: 古瀬健樹 |

- 埼玉ワイルドナイツは、今季、横浜キヤノンイーグルスに3戦全勝（第1節、第16節、準決勝）

| 2024年 5月19日 14:05 | 東芝ブレイブルーパス東京 リーグ戦2位 | 28-20 | 東京サントリーサンゴリアス リーグ戦3位 | 秩父宮ラグビー場 観客数: 17,133人 レフリー: 滑川剛人 |
| 2024年 5月19日 14:05 | レポート 報道                        |       |                                        | 秩父宮ラグビー場 観客数: 17,133人 レフリー: 滑川剛人 |

- 東芝ブレイブルーパス東京は、今季、東京サントリーサンゴリアスに3戦全勝（第2節、第15節、準決勝）

#### 3位決定戦
| 2024年 5月25日 12:05 | 横浜キヤノンイーグルス | 33-40         | 東京サントリーサンゴリアス | 秩父宮ラグビー場 観客数: 9,509人 レフリー: 手束伊吹 |
| 2024年 5月25日 12:05 | T: 5                   | レポート 報道 | T: 6                       | 秩父宮ラグビー場 観客数: 9,509人 レフリー: 手束伊吹 |

#### 決勝
| 2024年 5月26日 15:05 | 埼玉ワイルドナイツ | 20-24         | 東芝ブレイブルーパス東京 | 国立競技場 観客数: 56,486人 レフリー: 滑川剛人 |
| 2024年 5月26日 15:05 | T: 2               | レポート 報道 | T: 3                     | 国立競技場 観客数: 56,486人 レフリー: 滑川剛人 |

- 埼玉パナソニックワイルドナイツは、準決勝まで17連勝を記録した。
- 観客数は、リーグワン歴代最多記録。

## THE CROSS-BORDER RUGBY 2024
詳細は「THE CROSS-BORDER RUGBY」を参照。
2024年2月3日から2月10日まで（第6節と第7節の間、約3週の休止期間）、「THE CROSS-BORDER RUGBY 2024」を開催した。リーグワン上位チームと、ニュージーランドのクラブチームとの交流戦を4試合行った。
ニュージーランド側は、「スーパーラグビー・パシフィック（旧称：スーパーラグビー）」に参加している ブルーズ と ギャラガー・チーフス。
日本側は、昨季の上位4チーム（クボタスピアーズ船橋・東京ベイ、埼玉パナソニックワイルドナイツ、横浜キヤノンイーグルス、東京サントリーサンゴリアス）。各チームの試合は、リーグワンレギュラーシーズンの試合と約2週間の空きがある。埼玉パナソニックワイルドナイツのロビー・ディーンズ監督は「シーズン途中の開催は悪い判断であり、選手は負担ばかりで得るものがない。プレーオフの後にフォーマットを定めて開催するべきだ」と、試合後 に強く批判した。

## レフリー

### パネルレフリー
2023-24シーズンでレフリーを担当する16名。日本ラグビーフットボール協会A級レフリーから選出された。「パネル（panel）」とは「選抜された」「招待された」などの意味。

| - 大内想太 - 梶原晃久 - 川原佑 - 関谷惇大 | - 立川誠道 - 手束伊吹 - 滑川剛人 - 橋元教明 | - 濱田巧 - 平川哲也 - 廣瀬亮治 - 古瀬健樹 | - 水谷元紀 - 三井健太 - 山内昂輝 - 山本篤志 |

### 海外招へいレフリー
DIVISION1・DIVISION2の第1節・第2節において、各2試合のレフリーを担当した。
- ブレンドン・ピッカリル（Brendon Pickerill）- ニュージーランド
- アンガス・メイビー（Angus Mabey）- ニュージーランド
- ダン・ウェンガ（Dan Waenga）- ニュージーランド

## 試合中継メディア
特記がない限り、DIVISION1の試合中継について。

### J SPORTS
J SPORTSが事業共創パートナーに就任しており、DIVISION1については初年度2022シーズンから以下のように放送・配信している。
- 4つのテレビ放送チャンネルを活用し、全試合ノーカット実況中継。一部、録画放送となる場合がある。
- 『ジャパンラグビー リーグワン2023-24【30分1本勝負!】』と題した1試合30分のダイジェスト中継を随時放送。
- すべての試合について、「J SPORTSオンデマンド」で生中継配信・見逃し配信。
- 『ラグビー わんだほー! 〜ラグビー情報番組〜』（初回は月曜22時から、以後随時再放送）で、当該週の試合ハイライトを毎週1時間ずつ放送。

### J SPORTS以外 の メディア
- リーグワン公式ウェブサイト特設ページ と JAPAN RUGBY APP（ジャパンラグビーアプリ）で、毎週1試合を無料でライブ配信[78]。
- ジャパンラグビーリーグワンの公式YouTubeチャンネルでは、全DIVISIONについてハイライト動画を配信[79]。
- BS朝日「ラグビーウィークリー」で、毎週月曜23時から24分間、リーグワンの一部の試合を映像を使用して報道[80]。
- 2023年12月9日から、テレビ神奈川で神奈川県内のチーム（横浜E・相模原DB）の応援番組「ラグビー情熱TV UNITY KANAGAWA」を放送。毎月第2、第4土曜の午前10時から15分間[81][82]。
- 地上波テレビ局のスポーツニュース番組で、その日に実施した試合結果（一部）を報道するのは、NHK総合「サタデーウオッチ9」（土曜20:55-22:00）・「サンデースポーツ」（日曜21:55-22:45）、日本テレビ「Going! Sports&News」（土曜・日曜23:55-24:55）[83][84][85]。
- テレビ神奈川（TVK）は、2022-23シーズンから横浜キヤノンイーグルス、三菱重工業相模原ダイナボアーズとメディアパートナーシップを締結している[86]。
- TOKYO MXは、東芝ブレイブルーパス東京（BL東京）、東京サントリーサンゴリアス（東京SG）、リコーブラックラムズ東京（BR東京）とメディアパートナーシップを2023-24シーズンに締結した[87]。

下の表は、2023-24シーズンのリーグ戦・順位決定戦・プレーオフの全対戦。録画放送を含む。
| メディア                   | 回数 | 備考（原則としてホストチームを表記）                                                         |
| -------------------------- | ---- | -------------------------------------------------------------------------------------------- |
| 日本テレビ 全国ネット      | 1    | 決勝戦                                                                                       |
| BS日テレ 全国              | 6    | トヨタxBL東京、BL東京×横浜E、東京SG×BR東京、BL東京×東京SG、準決勝（埼玉WK×横浜E）、3位決定戦 |
| 日本テレビ 関東ローカル    | 3    | 埼玉WK×横浜E、埼玉WK×BL東京、準決勝（BL東京×東京SG）                                         |
| Hulu 全国                  | 6    | 埼玉WK×横浜E、埼玉WK×BL東京、準決勝（埼玉WK×横浜E、BL東京×東京SG）、3位決定戦、決勝戦        |
| IBC岩手放送                | ４   | 釜石SW(DIVISION2)                                                                            |
| テレビ埼玉                 | 4    | 埼玉WK                                                                                       |
| TOKYO MX                   | 8    | BL東京、S東京ベイ×東京SG、東京SG、東京SG×BR東京、BL東京×BR東京                               |
| テレビ神奈川               | 7    | 相模原DB、横浜E、相模原DB×横浜E                                                              |
| NHK名古屋 愛知・岐阜・三重 | 1    | トヨタ×三重H                                                                                 |
| 中京テレビ                 | 2    | S東京ベイ×トヨタ、トヨタ                                                                     |
| 岐阜放送                   | 1    | トヨタ                                                                                       |
| 三重テレビ                 | 4    | 三重H                                                                                        |
| 読売テレビ                 | 1    | 神戸S                                                                                        |
| 福岡放送                   | 1    | 九州KV(DIVISION2)                                                                            |
| テレビ大分                 | 1    | 横浜E                                                                                        |
| J:COM千葉                  | 1    | 浦安DR(DIVISION2)                                                                            |
| J:COM神奈川                | 2    | 埼玉WK×横浜E、相模原DB                                                                       |
| Lemino                     | 2    | 浦安DR (D1/D2入替戦)                                                                         |

### 海外での放送
2023-24シーズンから、海外で一部の試合が放送されるようになった。南半球から有力選手が多数参加している背景がある。
- アフリカ地域：ESPN Africa - 毎節2試合、プレーオフトーナメント４試合、サマリー（ダイジェスト番組）[138]
- ニュージーランド：TVNZ+ - 毎節1試合、プレーオフトーナメント３試合[138]

## スポンサー
2023-24シーズンのジャパンラグビーリーグワンパートナー（2023年11月24日現在）
| パートナーカテゴリー                       | 社名                                    | 契約開始   | 備考 |
| ------------------------------------------ | --------------------------------------- | ---------- | --- |
| タイトルパートナー                         | 日本電信電話株式会社                    | 2021年     | 大会正式名称として、以下の4種類の表記がある。 - NTTジャパンラグビー リーグワン20XX-XY - NTT JAPAN RUGBY LEAGUE ONE 20XX-XY - NTTジャパンラグビー リーグワン - NTT JAPAN RUGBY LEAGUE ONE |
| プリンシパルパートナー                     | 株式会社三菱UFJフィナンシャル・グループ | 2021年     | |
| オフィシャルパートナー                     | 株式会社大和証券グループ本社            | 2021年     | |
| オフィシャルパートナー                     | 株式会社ヒト・コミュニケーションズ      | 2021年     | |
| 事業共創パートナー                         | 株式会社三菱UFJフィナンシャル・グループ | 2021年     | |
| 事業共創パートナー                         | 株式会社NTTドコモ                       | 2021年     | |
| 事業共創パートナー                         | NTTコミュニケーションズ株式会社         | 2021年     | |
| 事業共創パートナー                         | 株式会社ジェイ・スポーツ                | 2021年     | |
| 事業共創パートナー                         | 株式会社日本経済新聞社                  | 2021年     | |
| 事業共創パートナー                         | ぴあ株式会社                            | 2021年     | JRLOオフィシャルチケッティングサプライヤー |
| 事業共創パートナー                         | 株式会社ヒト・コミュニケーションズ      | 2022年     | |
| 事業共創パートナー                         | イオンモール株式会社                    | 2023年12月 | [ 143 ] |
| オフィシャルサービスパートナー （TMO/HIA） | ソニー株式会社                          | 2021年     | |
| オフィシャルサプライヤー                   | 株式会社ゴールドウイン                  | 2021年     | 公式レフリーウェアおよびリーグスタッフウェアにおいて、カンタベリー・オブ・ニュージーランド製品の提供                                                                                     |
| オフィシャルサプライヤー                   | 株式会社スズキスポーツ                  | 2021年     | 公式試合球としてGILBERT製品の提供 |
| オフィシャルサプライヤー                   | トレック・ジャパン株式会社              | 2021年     | スポーツ自転車の提供 |
| オフィシャルサプライヤー                   | 株式会社ウェザーニューズ                | 2022年1月  | 運営関係者に気象情報を提供 |
| オフィシャルサプライヤー                   | 株式会社TRIB 生命情報医学研究所         | 2023年     | 違法薬物検査 |